# Lady Hamilton (Operette)
Lady Hamilton Op. 23 ist eine Operette in drei Akten von Eduard Künneke (Musik) mit einem Libretto von Richard Bars und Leopold Jacobson. Die Handlung beruht frei auf dem Leben der skandalumwitterten Emma Hamilton (1765–1815), der Mätresse Lord Nelsons.

## Handlung
Amy Lyons arbeitet als Sängerin in einer Hafenkneipe, wo sie den englischen Gesandten Lord William Hamilton kennenlernt, dessen Mätresse und später seine Ehefrau wird. Doch auch der spanische Seeoffizier Alfredo verliebt sich in Amy. Als dieser in englische Kriegsgefangenschaft gerät, wird Amy die Mätresse Lord Nelsons, um über diesen die Freilassung Alfredos zu erreichen.

## Geschichte
Eine englische Bearbeitung der Operette (Libretto: Arthur Wimperis and Lauri Wylie) wurde am 6. September 1928 unter dem Titel The Song of the Sea in His Majesty’s Theatre, London aufgeführt.
2004 wurde eine Neubearbeitung der Operette unter der Regie von Michael Bogdanov an der Oper Köln aufgeführt.
Das Anhaltische Theater Dessau stellt in der Saison 2016/17 eine Neuproduktion von Lady Hamilton in der Regie von Johannes Weigand vor (Premiere 27. Januar 2017).

## Aufnahmen / Tonträger
- Anny Schlemm, Franz Fehringer, Willy Hofmann, Ruth Weigelt, Chor und Orchester des Westdeutschen Rundfunks Köln, Franz Marszalek (Dir.), Aufnahme: 1953